# Fokker S.IX
Fokker S.IX là một loại máy bay huấn luyện quân sự sản xuất ở Hà Lan vào giữa thập niên 1920, nó được thiết kế theo yêu cầu của Hải quân Hoàng gia Hà Lan nhằm thay thế cho loại máy bay Fokker S.III.

## Biến thể
- S.IX/1
- S.IX/2

## Quốc gia sử dụng
Hà Lan
- Không quân Hoàng gia Hà Lan
- Hải quân Hoàng gia Hà Lan

## Tính năng kỹ chiến thuật (S.IX/1)
Đặc điểm tổng quát
- Kíp lái: 2
- Chiều dài: 7.65 m (25 ft 1 in)
- Sải cánh: 9.55 m (31 ft 4 in)
- Chiều cao: 2.90 m (9 ft 6 in)
- Diện tích cánh: 23.0 m2 (248 ft2)
- Trọng lượng rỗng: 695 kg (1,532 lb)
- Trọng lượng có tải: 975 kg (2,150 lb)
- Powerplant: 1 × Armstrong Siddeley Genet Major, 165 kW (123 hp)

Hiệu suất bay
- Vận tốc cực đại: 185 km/h (115 mph)
- Tầm bay: 710 km (440 dặm)
- Trần bay: 4,300 m (14,100 ft)